# 기훤
기훤(箕萱, ?~892년)은 신라(新羅) 진성여왕(眞聖女王) 때 반란자(反亂字)이다.

## 생애
죽주(竹州, 경기도 안성시 죽산면) 출생이다.
889년(진성여왕 3) 신라가 어지러워 지방 각지에서 반란이 일어날 때 그는 죽주에서 군사를 모아 난을 일으켰다. 이때 궁예(弓裔), 신훤(申煊), 원회(元會) 등을 휘하에 두었으나 기훤 자신은 난폭하였기 때문에 인망을 얻지못핶다. 기훤의 부하 3명은 북원(北原, 강원도 원주시)의 양길(梁吉)에 의탁하였다.
궁예가 기훤 세력을 이탈한 이후에는 자세한 기록은 전하지 않는다.

## 기훤이 등장하는 작품
- 《태조 왕건》(KBS, 2000년~2002년, 배우:김윤형)

## 참고 문헌
- 이 문서에는 다음커뮤니케이션(현 카카오)에서 GFDL 또는 CC-SA 라이선스로 배포한 글로벌 세계대백과사전의 내용을 기초로 작성된 글이 포함되어 있습니다.

1. ↑  이름 미상
2. ↑  이름 미상
3. ↑  이름 미상
4. ↑  이름 미상
5. ↑  이름 미상
6. ↑  이름 미상
7. ↑  이름 미상